# Lechința (okręg Bistrița-Năsăud)
Lechința – wieś w Rumunii, w okręgu Bistrița-Năsăud, w gminie Lechința. W 2011 roku liczyła 2702 mieszkańców.